# Качкимбаев, Бекходжа
Бекходжа́ Качкимба́ев (кирг. Беккожо Качкынбаев; 15 августа 1889 год, село Канаев, Пишпекский уезд, Семиречье, Российская империя — 1946 год) — киргизский общественный и политический деятель, председатель союза «Букара» (1918), член ТуркЦИК, председатель Пишпекского уездно-городского революционного комитета, заместитель народного комиссара юстиции Киргизской АССР. Жертва советских репрессий. Реабилитирован в 1959 году.

## Биография
Бекходжа Качкымбаев являлся троюродным братом А. Сыдыкова. В 1900-1908 годах учился в гимназии в г. Верном, после чего работал служащим 6-го разряда в почтово-телеграфной конторе в городе Пишпек. В 1916 г. работал у Нарынского уездного начальника Хахалева организованного уезда после восстания бедняков в Нарыне.
В 1918 году вступил в РКП(б), был одним из организаторов союза бедняков «Букара». В 1919-1920 годах член ТуркЦИК, председатель Пишпекского уездно-городского революционного комитета. В 1920 году был назначен «уполномоченным» Особой комиссии по делам беженцев Туркестанского ЦИК, возглавляемой Торекулом Джанузаковым, для проведения работ по возвращению беженцев в Токмокском и Пишпекском уездах Семиреченской области. Принимал активное участие в организации Коммунистической партии тюркских народов и Тюркской республики. В 1920 году исключен из партии за непрохождение «чистки».
В 1922-1927 годах работал в органах юстиции, в том числе заместителем народного комиссара юстиции Киргизской АССР. До ареста в 1937 году работал учетчиком в Кочкорском совхозе Жумгальского района Тянь-Шаньской области. 31 августа 1937 г. арестован по обвинению в принадлежности к «Социал-Туранской партии» (СТП). 30 апреля 1938 г. приговорен к расстрелу. 5 марта 1957 г. реабилитирован в гражданском отношении.